# Стрельченко, Борис Иванович
Бори́с Ива́нович Стрельченко (30 июля 1923, г. Юзовка УССР (ныне г. Донецк, Украина) — 26 июля 2002, г. Москва, РФ) — организатор военной науки, генерал-лейтенант в отставке, доктор военных наук, профессор, Заслуженный деятель науки и техники РСФСР, лауреат Государственной премии СССР, почётный профессор Военной академии им. Ф. Э. Дзержинского.

## Биография

### Предвоенные годы
Родился в семье рабочего-металлиста Ивана Алексеевича Стрельченко. Мать — Наталья Ефимовна — домохозяйка. В семье он был старшим сыном (всего было 4 ребёнка). Иван Алексеевич в молодости был соратником Н. С. Хрущёва, участвовал в установлении советской власти на Донбассе, был секретарём комитета комсомола Машиностроительного завода Боссе (ныне Донецкгормаш), а затем — парторгом завода. В годы немецкой оккупации во время Великой Отечественной войны возглавлял подпольную парторганизацию.
Борис Стрельченко в школе учился хорошо, интересовался математикой, занимался боксом и легкой атлетикой. Школу окончил с отличием в 16 лет. Поехал поступать в Ленинград, в артиллерийское училище, но так как на момент поступления ему ещё не исполнилось 17-ти лет, в приёме ему было отказано. Для того, чтобы получить разрешение на поступление в училище, он поехал в Москву, в Наркомат обороны СССР, и добился персонального разрешения от наркома С. К. Тимошенко поступать в училище. В 1940 году он стал курсантом 2-го Ленинградского артиллерийского училища.

### Военные годы
Активный участник Великой Отечественной войны в составе батальонной, полковой и дивизионной артиллерии. Прошёл путь от курсанта — командира орудия до гвардии майора — начальника штаба артиллерии дивизии в составе войск Северо-Западного, Закавказского, Степного, 2-го, 3-го, 4-го Украинских и 1-го Белорусского фронтов.
Дважды был ранен (1942, 1943), перенёс тяжелую контузию (1942). После боёв на Курской дуге родные получили на него «похоронку».
С 24 июня по 30 июня 1941 г., будучи курсантом 2-го Ленинградского артиллерийского училища, впервые принял участие в боевых действиях. В качестве командира орудия вместе с сокурсниками принимал участие в боях с немецким десантом в районе Тапа — Раквере (Северо-Западный фронт).
В июле 1941 года по окончании ускоренного курса был выпущен в звании лейтенанта. С июля по сентябрь 1941 года был командиром батареи 850 артиллерийского полка 271 стрелковой дивизии (Закавказский фронт). С ноября 1941 года по май 1943 года был командиром батареи, заместителем командира артдивизиона 76 морской стрелковой бригады (Закавказский фронт).
С мая по август 1943 года был начальником артиллерии 225 стрелкового полка 23 стрелковой дивизии (Степной фронт). Принимал участие в Курской битве, был ранен .
С октября 1943 года по март 1945 года был начальником штаба, командиром 181-го гвардейского артиллерийско-минометного полка 4-го гвардейского кубанского казачьего кавалерийского корпуса (2-й, 3-й, 4-й Украинские, 1-й Белорусский фронты). В марте — мае 1945 года — командующий артиллерии 9-й гвардейской кубанской казачьей кавалерийской орденов Красного Знамени, Суворова, Кутузова и Богдана Хмельницкого дивизии (2-й Украинский фронт). Войну закончил под Прагой, 12 мая, в боях с власовцами.
Участвовал в Крымской оборонительной операции, обороне Кавказа, Туапсинской оборонительной операции, Курской битве, освобождении юга Украины, Мелитопольской, Березнеговато-Снигирёвской, Одесской, Белорусской, Бобруйской, Минской, Люблин-Брестской, Дебреценской, Будапештской, Братиславско-Брновской и Пражской наступательных операциях.

### Военная служба в послевоенные годы
В 1945—1953 годах служил в Закавказском военном округе. В 1953—1956 годах учился в Военной академии им. Ф. Э. Дзержинского и Военной артиллерийской академии им. М. И. Калинина. В 1956—1959 годах служил в Прибалтийском военном округе (начальник штаба 4 гвардейской пушечной артиллерийской Смоленской орденов Суворова и Кутузова дивизии, командир — гвардии генерал–майор А.Г. Цесарь).
С 1959 по 1974 год работал преподавателем, начальником кафедры Военной артиллерийской академии им. М. И. Калинина, доктор военных наук (1966), профессор (1969).
В 1974—1991 годах работал начальником 27 Центрального научно-исследовательского института Министерства обороны СССР (ЦНИИ-27 МО СССР); генерал-лейтенант (1978); лауреат Государственной премии СССР (1981). В период его руководства коллектив института дважды награждался орденом Трудового Красного Знамени — 1981 г. за заслуги в создании средств специальной техники, и в 1984 г. — за разработки в области цифровой картографии.
Служил в Вооруженных Силах СССР с 1940 по 1991 год. С 1991 года в отставке.
В 1992—2002 годах работал профессором в Военной академии им. Ф. Э. Дзержинского, почётный профессор академии; Заслуженный деятель науки и техники РСФСР (1992).
Похоронен в Москве, на Троекуровском мемориальном кладбище.

### Вклад
Научное направление деятельности: оперативное искусство, системный анализ, исследование военных операций, военная кибернетика, математическое моделирование. Автор более 200 трудов, в том числе 4-х учебников. Внес значительный вклад в подготовку офицерских, научно-педагогических кадров для Вооружённых Сил СССР и РФ в области боевого применения ракетных войск и артиллерии. Под его руководством и при участии разработаны основные вопросы управления войсками с применением современных средств автоматизации.

### Награды
- орден Ленина (1983);
- орден Красного Знамени (1944);
- орден Отечественной войны 1 ст. (1985);
- орден Отечественной войны 2 ст. (1945);
- орден Красной Звезды (дважды) (1944, 1956);
- орден «За службу Родине в Вооруженных Силах СССР» 3 ст. (1975);
- Государственная премия СССР (1981);
- Заслуженный деятель науки и техники РСФСР (1992);
- многочисленные медали, в том числе, «За боевые заслуги», «За оборону Кавказа» и награды зарубежных стран.

### Семья
Жена — Лидия Эрастовна (1924—2005) — во время Великой Отечественной войны работала лаборанткой в эвакогоспитале на Закавказском фронте, награждена медалями «За оборону Кавказа» и «За победу над Германией в Великой Отечественной войне 1941—1945 гг.». Дочь — Наталия (1946—1991) — историк, кандидат исторических наук; сын — Андрей (род. 1957) — военный врач, полковник в отставке, доктор медицинских наук.